# Xysticus gattefossei
Xysticus gattefossei là một loài nhện trong họ Thomisidae.
Loài này thuộc chi Xysticus. Xysticus gattefossei được J. Denis miêu tả năm 1956.